# Драшко Поповић
Војвода Драшко Поповић је историјски лик из књижевног дијела „Горски вијенац” који је написао Петар II Петровић Његош. Војвода Драшко је живио од 1640. до 1725. године на Чеву у племену Озринићи у Катунској нахији у старој Црној Гори.

## Биографија
У младости је био плаћени млетачки војник при крају Кандијског рата (1645—1669), који је водила Венеција против Турака. Током Кандијског рата се посебно истакао Драшков отац поп Шћепан звани Прента Драгојевић који је за заслуге при одбрани Котора 1657. године добио од Млечана златну колајну и доживотну пензију. Као млетачки војник у Кандијском рату Драшко Поповић је оженио и Дафину из Боке Которске са којом је имао четири сина.

## Јунаштво у епским пјесмама
О Драшковом јунаштву говори више епских пјесама:
- Пјесма Чета Драшка Поповића објављена у часопису - Српско-далматини магазин за 1862 годину.
- Пјесма Драшко Поповић и Гришац Осман-ага коју је објавио Вук Караџић у збирци - „Српске јуначке пјесме”.
- Пјесма Петар Бошковић коју је објавио Петар II Петровић Његош у збирци - „Огледало српско”.
- Пјесма Женидба Кнежевић Милоша коју је објавио Андрија Лубурић у књизи - „Дробњаци”. У овој пјесми се каже:

А о свему еглен затурили

о земљама и о крајинама

о коњима и о јунацима

и међу се нашли Црногорци

да немају бољега јунака

од ђетића Драшка Поповића.

## Од јунака до војводе
Драшко Поповић („Drasco Popovich”) се помиње у више докумената док је трајао Морејски рат (1684—1699), који је водила Венеција против Турака као највећи црногорски јунак и учесник мегдана и хајдучких акција на подручју од Скадарског језера до Херцег Новог и од Спужа до Гацка, о чему говоре многе епске пјесме. Његов савременик Бајо Пивљанин био је највећи херцеговачки јунак и вођа млетачких хајдука који су харали по турској територији све до Бајове смрти у бици на Вртијељци 1685. године. Током Морејског рата од 1684. до 1699. године, Драшко постаје кнез Озринића и бива рањен 1687. године при освајању Херцег Новог, а 1693. године постаје први војвода из племена Озринићи у Катунској нахији.
Војвода Драшко Поповићје је 1704. године предводио војску од 1200 Црногораца у помоћ Брђанима и спасио Бошковиће у Бјелопавлићима од турске одмазде. На црногорском збору на Ловћену 1711. године, постаје први главар Катунске нахије са титулом „војвода Драшко Поповић спахија от Озринића” стога Петар II Петровић Његош каже у „Горском вијенцу”:
Ми се досад ништа не сјећасмо

најбољега нашега војводе.

А ђе био Драшко Поповићу?

## Печат војводе Драшка
Печат војводе Драшка на којем пише „Спахија Драшко Поповић от Озринића” налази се на свим писмима црногорских и брдских главара упућених Млечанима и Дубровчанима и руском цару Петру Великом у периоду од 1711. до 1713. године када се стварала црногорска држава. Јуна 1713. године на црногорском збору у Брајићима смијењен је војвода Драшко Поповић као спахија и његову бакету (штап) као симбол власти преузео је његов рођак Вукота Вукашиновић из Озринића као „капетан све Црне Горе” у присуству Михаила Милорадовића, изасланика руског цара Петра Великог. Доказ о Драшковом угледу се помиње у петнаест архивских докумената од 1684. до 1718. године и десетак епских пјесама у којим су опјевана његова јуначка дијела и углед главара. Владика Петар II Петровић Његош у писму Осман-паши Скопљаку говори о војводи Драшку као српском и црногорском племићу и ритеру.

## Историчари о Драшку Поповићу
Осим Његоша о војводи Драшку су писали и познати историчари Јован Ердељановић, Андрија Лубурић, Лазар Томановић, Јефто Миловић, Никола Вукчевић и Пеко Баћов Вујовић у својим дијелима и фељтонима. Лик војводе Драшка Поповића овјековјечен је у бисти коју је извајао вајар Ристо Стијовић и која се налази у Његошевој Биљарди на Цетињу и два споменика које је извајао Шоро Вулановић који се налазе на Лукову код Никшића и на родном Чеву.